# Halecium tenue
Halecium tenue is een hydroïdpoliep uit de familie Haleciidae. De poliep komt uit het geslacht Halecium. Halecium tenue werd voor het eerst wetenschappelijk beschreven in 1938 door Charles McLean Fraser. 